# Quand revient le calme

Quand revient le calme (en danois : Når støvet har lagt sig, litt. « Une fois la poussière retombée »), est une série télévisée danoise sortie en février 2020 et produite par DR.

## Synopsis
Quand revient le calme dépeint un certain nombre de personnages différents dans les jours avant, pendant et après une attaque terroriste qui choque Copenhague. Les différents personnages sont tous fondamentalement modifiés par l'événement tragique. Leurs histoires sont entrelacées à travers les dix épisodes, où elles affectent la vie de l'autre et se rejoignent de manière inattendue.

## Distribution
- Karen-Lise Mynster (VF : Béatrice Delfe) : Elisabeth Hoffmann, Ministre de la Justice
- Lotte Andersen (VF : Anne Plumet) : Stina Frennerslev, épouse du ministre de la Justice, fille de Holger
- Hadi Ka-Koush : Fashad Hassan, Conseiller du Ministre de la Justice
- Kim Vedel : chauffeur de la ministre
- Marina Bouras : chef du ministère de la Justice
- Stine Schrøder Jensen : Birgitte, chef du PET
- Enevold Flemming (VF : Michel Laroussi) : Hans-Jacob Bundgaard, Premier ministre
- Ken Vedsegaard : Bisgaard, député, collègue de parti du premier ministre
- Jacob Lohmann (VF : Yann Guillemot) : Morten Dalsgård, installateur plombier
- Julie Agnete Vang (VF : Céline Ronté) : Camilla Dalsgård, institutrice, épouse de Morten
- Elias Budde Christensen (VF : Arthur Raynal) : Albert Dalsgård, fils de Morten et Camilla
- Kaya Toft Loholt : Rose Dalsgård, la fille de Morten et Camilla
- Malin Crépin : Lisa Karlsson, chanteuse suédoise
- Magnus Krepper (VF : Jean-Marc Charrier) : Stefan, producteur de musique suédois, concubin de Lisa
- Rikke Bilde (VF : Claire Morin) : Annika Kruse, la sœur divorcée de Ginger
- Adam Brix (VF : Valéry Schatz) : Philip, le mari divorcé d'Annika, le petit ami de Lisa
- Henning Jensen (VF : Mario Pecqueur) : Holger Frennerslev, résident en maison de retraite
- Morten Hauch-Fausbøll (VF : Jérôme Frossard) : Claus Frennerslev, le fils de Holger
- Susan A. Olsen (VF : Anne Broussard) : responsable de maison de retraite
- Arian Kashef : Jamal, employé dans un salon de coiffure
- Pierre Christoffersen : Nikolaj, restaurateur
- Filippa Suenson (VF : Marie Tirmont) : Louise Petersen, mère célibataire, serveuse et étudiante
- Viola Martinsen :  Marie, la fille de Louise
- Katinka Lærke Petersen (VF : Claire Baradat) : Ginger, sans-abri
- Bésir Zeciri : Alban, l'ami de Jamal
- Amany Turk : Nesrin, la mère de Jamal
- Manmeet Singh : Chadi, le frère aîné de Jamal, chauffeur de taxi
- Maggie : le chien Tové

 Source et légende : version française (VF) sur RS Doublage